# Překročit Rubikon

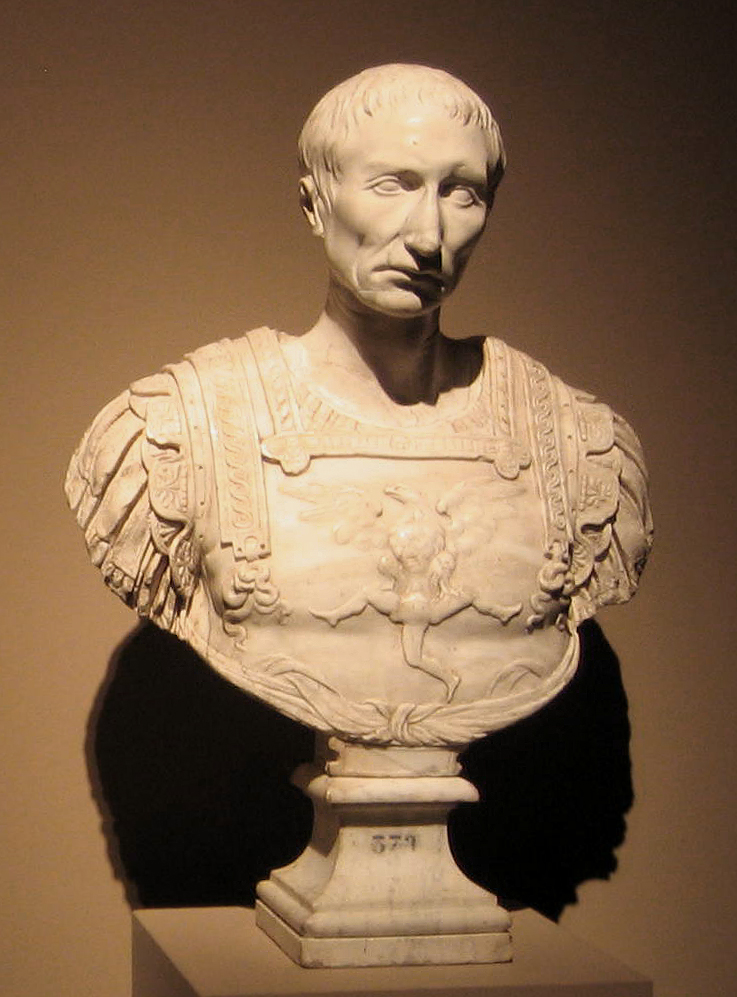
Gaius Julius Caesar

Překročit Rubikon je slovní spojení, které vyjadřuje nějaké důležité rozhodnutí, jehož důsledky už nelze vzít zpět. Souvisí s Caesarovým překročením řeky Rubikonu 10. ledna roku 49 př. n. l. při návratu po dobytí Galie. Tím, že překročil Rubikon se svým vojskem, které nerozpustil, se automaticky stal nepřítelem státu a rozpoutal tím občanskou válku.